# Mapam
Mapam - prescurtare de la Miflèghet Hapoalim Hameuhèdet, Partidul Unit al Muncitorilor (în ebraică:מַפָּ"ם sau מפלגת הפועלים המאוחדת) a fost un partid sionist socialist, inițial, de inspirație marxistă, care a activat în Statul Israel, în câteva ipostaze, între anii 1948-1997.
El a fost întemeiat în ianuarie 1948, la finele mandatului britanic în Palestina prin unificarea a două mișcări sioniste socialiste: „Partidul Muncitorilor Hashomer Hatzair” (Tânărul Străjer) și Mișcarea Ahdut Haavoda-Poaley Tzion (Hatnuá leAhdut Haavodá Poaley Tzion = Uniunea Muncii-Muncitorii Sionului). Mișcarea de tineret a noului partid a fost Hashomer Hatzair  iar kibuțurile legate de Mapam  au fost organizate în mișcarea Hakibutz Haartzí (Kibuțul țării).  
O vreme îndelungată conducătorii și ideologii partidului Mapam au fost Yaakov Hazan și Meir Yaari. În prima jumătate a anilor 1950 Mapam a continuat   orientarea pro-sovietică a mișcărilor care l-au constituit și până în 1955 a făcut parte din opoziția la regimul instaurat de partidul social-democrat Mapai
În anii 1952-1954, în urma „proceselor-spectacol” staliniste înscenate la Praga și (în care a fost judecat și un delegat al Mapamului la Praga, Mordehai Oren) și a crizei încrederii în Stalin și în Uniunea Sovietică, o parte din membrii din dreapta partidului, care proveniseră din mișcarea Ahdut Haavoda-Poaley Tzion, sub conducerea lui Itzhak Tabenkin, au părăsit partidul și, treptat, au reîntemeiat partidul Ahdut Haavodá, care, din 1955 s-a alăturat la guvernele conduse de David Ben Gurion. O minoritate de stânga condusă de Moshe Sneh a trecut în rândurile Partidului Comunist Israelian. 
În 1969 partidul Mapam s-a alăturat Partidului Muncii din Israel într-un bloc parlamentar numit Maarakh și a luat parte din coalițiile guvernamentale. În 1992 Mapam s-a unit cu partidele liberale de stânga-centru Ratz (Mișcarea pentru drepturile civile și pentru pace) și Shinuy (Mișcarea pentru Schimbare) într-o listă comună numită Meretz. În 1997 Meretz a devenit un partid unificat, Mapam încetând să mai existe ca partid independent. Hashomer Hatzair ca mișcare de tineret și mișcarea kibuțiană Hakibutz Haartzi sunt active și în prezent.

### Rădăcini ideologice și politice
În anii 1930 colectivitatea evreiască din Palestina - Ishuvul - a suferit o serie de furtuni politice și ideologice. În cadrul mișcării muncitorești sioniste s-au conturat două direcții centrale:cea dintâi, instituționalizată și pragmatică, era reprezentată de partidul MAPAI, iar celalaltă, revoluționară și radicală reprezentată de alte partide.
MAPAI a luat ființă ca partid social-democrat prin unirea partidelor Hapoel Hatzair și Ahdut Haavoda.
Partide precum Hashomer Hatzair și Poaley Tzion de Stânga  (Poaley Tzion Smol) și-au continuat activitatea separată. 
Spre deosebire de Poaley Tzion de stânga și de Sioniștii revizioniști,  Hashomer Hatzair, a rămas în Organizația Sionistă Mondială. Hashomer Hatzair si Poaley Tzion Smol au rămas in cadrul Histadrutului, Confederația Generală a Muncitorilor evrei din Palestina și au continuat  să ia parte la instituțiile organizate ale Ishuvului și la mișcările de apărare instituționalizate. Cu toate acestea, ele s-au văzut continuatoare a luptei de clasă, prin mijlocirea Construcției Țării (Binyan Haaretz) și a Pionieratului (Halutziut), îmbinând în ideologia lor învățătura lui Dov Ber Borochov cu elemente marxist-leniniste.
Divergențele se concentrau în jurul unor chestiuni fundamentale aflate la ordinea zilei:adeptii lui Hashomer Hatzair sprijineau ideea unui stat binațional evreo-arab ca soluție a conflictului dintre popoarele din Palestina. Oamenii din MAPAI aveau rezerve față de această opțiune. Hashomer Hatzair se vedea atașată în mod indelebil de Uniunea Sovietică și de conducătorul acesteia, Stalin, poziție cu totul indepartată de cea a unor conducători ai MAPAI precum David Ben Gurion și Berl Katznelson. Hashomer Hatzair activa in cadrul mai multor organizații, între care una urbană denumită Liga Socialistă, înființată în 1936, dar forța sa principală rezida în așezările rurale de tip kibuț.
La alegerile pentru conferința Histadrutului din 1941 oamenii MAPAI au obținut circa 70% din voturi, în timp ce Hashomer Hatzair, Poaley Tzion Smol si Liga Socialistă au primit 25% din voturi.  
În MAPAI s-a remarcat o aripă de stânga - dintre foștii membri ai Ahdut Haavodá, care activau mai ales în cadrul Mișcarii kibuțiene Hakibutz Hameuhad și în cercuri socialiste urbane. S-au accentuat discrepanțe între ideologi ai acestei stângi social-democrate în frunte cu Itzhak Tabenkin si partizanii lui Ben Gurion, care a început să gândească în termeni statali, fără să se lase ghidați numai de „interesele clasei muncitoare” și ale kibuțnicilor, având în obiectiv perspectiva întemeierii unui stat și a unor instituții guvernamentale. 
Au avut pondere și rivalitățile personale dintre oamenii din Aliyaua a Doua și cei din Aliyaua a Treia. Acești factori au dus în 1944 la părăsirea MAPAI-ului de către așa zisa Fracțiune Bet (Siat Bet) în frunte cu Tabenkin. 
În 1946 această fracțiune condusă de Tabenkin s-a unit cu Poalei Tzion de Stânga formând un partid, numit Hatnuá leAhdut Haavoda - Poaley Tzion (Mișcarea pentru Uniunea Muncii - Muncitorii Sionului) . Aceasta se diferenția. în mare măsură, de Hashomer Hatzair. În timp ce aceasta din urmă continua să susțină ideea unui stat binațional, noul partid al lui Tabenkin cerea să se acționeze pentru fondarea unui stat evreiesc pe întreg teritoriul Palestinei și se opunea liniei lui Ben Gurion care se pronunța pentru crearea imediată a statului evreiesc, chiar cu prețul împărțirii Palestinei între evrei și arabi. Abia in ajunul zilei de 14 mai 1948 a reușit Ben Gurion să convingă partidul Ahdut Haavoda-Poaley Tzion să sprijine hotărârea de proclamare a independenței. Odată cu întemeierea statului Israel disputa dintre cele două partide cu privire la soluția politică a chestiunii Căminului Național Evreiesc a devenit nerelevantă.   
Apropierea ideologică dintre Ahdut Haavoda-Poaley Tzion și partidul Hashomer Hatzair în alte domenii - lupta de clasă, marxism, simpatie pentru Uniunea Sovietică, a dus în ianuarie 1948 la unirea lor în MAPAM - Paridul Muncitoresc Unit.  
Contradicțiile dintre ele - tendinta celor din Ahdut Haavoda la activism în probleme de apărare, fata de înclinarea spre compromisuri politice-teritoriale a celor din Hashomer Hatzair, care, la început, au devenit mai putin actuale, s-au accentuat cu timpul și au contribuit la ruperea alianței dintre ele în 1955.   